# Die vier apokalyptischen Reiter (1962)
Die vier apokalyptischen Reiter ist ein Film von Vincente Minnelli aus dem Jahr 1962 nach dem Roman Die apokalyptischen Reiter (Los cuatro Jinetes de Apocalipsis) von Vicente Blasco Ibáñez. Der wohlhabende Landbesitzer Madariaga (Lee J. Cobb) lädt seine in Deutschland und Frankreich lebenden Angehörigen zu einem Fest ein, um Familienzusammenhalt zu demonstrieren. Doch als die Deutschen 1941 Paris besetzen, zerfällt die Familie zusehends. Glenn Ford, Ingrid Thulin, Charles Boyer und Yvette Mimieux spielen die Hauptrollen.
Bei dem Film handelt es sich um eine Neuverfilmung des Stummfilms Die vier Reiter der Apokalypse aus dem Jahr 1921 mit Rudolph Valentino.

## Handlung
Nach einer ausgelassenen Fiesta wird der reiche Landbesitzer Madariaga von seinem Lieblingsenkel Julio Desnoyers mit einer kleinen Maschine nach Hause geflogen. Dort gibt es ein Zusammentreffen der beiden Familienzweige. Die eine Tochter Madariagas hat einen Franzosen geheiratet und die andere einen Deutschen. In einer wahrhaft apokalyptischen Szene stirbt Madariaga an einem Herzschlag, nachdem er erfahren musste, dass sein Enkel Heinrich ein Nazi geworden ist.
Beide Familien haben Argentinien verlassen. Julio Desnoyers lebt als Playboy in Paris. Er führt ein unbekümmertes Leben, bis die Deutschen Paris besetzen. Seine Schwester Chi-Chi kämpft in der Résistance, während er völlig unpolitisch ist. Der deutsche Teil der Familie ist nun ebenfalls in Paris angekommen. Allerdings als Besatzer. Karl von Hartrott ist Stadtkommandant und kann ihnen aus alter verwandtschaftlicher Verbundenheit bei einigen Schwierigkeiten helfen. Julio verliebt sich in Marguerite Laurier, die Ehefrau eines Zeitungsverlegers. Marguerite ist hin- und hergerissen zwischen der Liebe zu ihm und dem Versuch, zu ihrem Mann zu stehen. Chi-Chi stirbt nach der Folter in einem Gestapo-Gefängnis. Auch der Verleger Etienne Laurier wird zu Tode gefoltert. Julio wird nun ebenfalls zum Mitglied der Résistance. Er bekommt einen Spezialauftrag, bei dem er direkt mit seinem Cousin Heinrich zu tun hat. Beide sterben im Bombenhagel der alliierten Truppen, denen Julio durch einen Ortungssender den Weg gewiesen hat.

## Hintergrund
Ursprünglich wollte Minnelli Alain Delon und Romy Schneider für die Hauptrollen. Schneider aber sagte ab, und die Produzenten bestanden auf einem amerikanischen Star für die männliche Hauptrolle.
Da die englische Aussprache von Ingrid Thulin damals noch nicht gut genug war, um von dem amerikanischen Publikum verstanden zu werden, wurde sie von Angela Lansbury synchronisiert.

## Kritik
„Vincente Minnellis ‚Die vier apokalyptischen Reiter‘ ist ein bewegendes, episch breit erzähltes Familienmelodram.“

„Ein in Gefühlen schwelgendes Melodram, das die Handlung des zugrundeliegenden Romans vom Ersten in den Zweiten Weltkrieg transportiert und zugleich die Kritik der Vorlage an den Deutschen stark abschwächt. Ansehnlich besetzt, verliert sich der überladene Film allzu häufig in unrealistischen Kriegsimpressionen.“